# Trinity County (Texas)
Das Trinity County ist ein County im Bundesstaat Texas der Vereinigten Staaten. Das U.S. Census Bureau hat bei der Volkszählung 2020 eine Einwohnerzahl von 13.602 ermittelt. Der Verwaltungssitz (County Seat) ist Groveton.

## Geographie
Das County liegt im Osten von Texas und ist im Osten etwa 120 km von der Grenze zu Louisiana entfernt. Es hat eine Fläche von 1849 Quadratkilometern, wovon 55 Quadratkilometer Wasserfläche sind. Es grenzt im Uhrzeigersinn an folgende Countys: Angelina County, Polk County, San Jacinto County, Walker County und Houston County.

## Geschichte
Trinity County wurde 1850 aus Teilen des Houston County gebildet. Benannt wurde es nach dem Trinity River.

## Demografische Daten

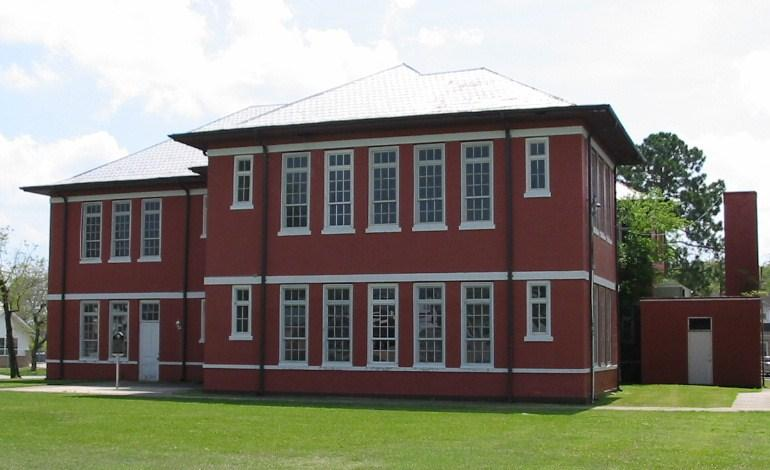
Das Old Red Schoolhouse, gelistet im NRHP mit der Nr. 05000865

Nach der Volkszählung im Jahr 2000 lebten im Trinity County 13.779 Menschen in 5.723 Haushalten und 4.000 Familien. Die Bevölkerungsdichte betrug 8 Einwohner pro Quadratkilometer. Ethnisch betrachtet setzte sich die Bevölkerung zusammen aus 83,75 Prozent Weißen, 11,92 Prozent Afroamerikanern, 0,41 Prozent amerikanischen Ureinwohnern, 0,23 Prozent Asiaten, 0,01 Prozent Bewohnern aus dem pazifischen Inselraum und 2,66 Prozent aus anderen ethnischen Gruppen; 1,01 Prozent stammten von zwei oder mehr Ethnien ab. 4,85 Prozent der Einwohner waren spanischer oder lateinamerikanischer Abstammung.
Von den 5.723 Haushalten hatten 25,7 Prozent Kinder oder Jugendliche, die mit ihnen zusammen lebten. 55,1 Prozent waren verheiratete, zusammenlebende Paare 11,2 Prozent waren allein erziehende Mütter und 30,1 Prozent waren keine Familien. 26,8 Prozent waren Singlehaushalte und in 14,6 Prozent lebten Menschen im Alter von 65 Jahren oder darüber. Die durchschnittliche Haushaltsgröße betrug 2,38 und die durchschnittliche Familiengröße betrug 2,85 Personen.
22,9 Prozent der Bevölkerung war unter 18 Jahre alt, 7,0 Prozent zwischen 18 und 24, 22,3 Prozent zwischen 25 und 44, 25,8 Prozent zwischen 45 und 64 und 22,0 Prozent waren 65 Jahre alt oder älter. Das Durchschnittsalter betrug 43 Jahre. Auf 100 weibliche Personen kamen 93,6 männliche Personen und auf 100 Frauen im Alter von 18 Jahren oder darüber kamen 90,7 Männer.

Das jährliche Durchschnittseinkommen eines Haushalts betrug 27.070 USD, das Durchschnittseinkommen einer Familie betrug 32.304 USD. Männer hatten ein Durchschnittseinkommen von 27.518 USD, Frauen 21.696 USD. Das Prokopfeinkommen betrug 15.472 USD. 13,2 Prozent der Familien und 17,6 Prozent der Einwohner lebten unterhalb der Armutsgrenze.

## Städte und Gemeinden
- Apple Springs
- Carlisle
- Centralia
- Chita
- Crecy
- Friday
- Glendale
- Groveton
- Helmic
- Josserand
- Kittrell
- Lacy
- Nigton
- Nogalus
- North Cedar
- Pagoda
- Pennington
- Sebastopol
- Trevat
- Trinity
- Westville
- Woodlake